# Flo
Flo (tipogràficament FLO) és un grup femení britànic de Londres compost per les membres: Jorja Douglas, Stella Quaresma i Renée Downer. El grup es formà l'any 2019 i va signar amb Island Records, abans de debutar amb el seu single "Cardboard Box", que guanyà popularitat a les xarxes socials i s'inclogué al seu primer LP, The Lead (2022).

## Història
I saw the girls and we screamed across the room. I knew from that moment we were about to start something big.
Stella Quaresma nasqué a Moçambic i es mudà a Anglaterra als 5 anys. Estudià a la Sylvia Young Theatre School a Londres, on conegué a Renée Downer. Posteriorment, passaren a East London Arts & Music (ELAM). Jorja Douglas nasqué a Alemanya i cresqué a Hertfordshire. És la filla de la ex-esprintadora Stephi Douglas i en 2017 guanyà la segona edició del programa Got What It Takes? de la CBBC. Encara que Downer la coneixia a través de les xarxes socials, es conegueren per primera volta en una audició.

## Carrera

### 2022-actualitat:Cardboard Box&The Lead
El primer single de FLO, "Cardboard Box", va ser produït pel productor discogràfic britànic MNEK i llançat el març de 2022. L'abril de 2022 seguí un vídeo musical, que va acumular 900 mil visualitzacions en pocs dies. Una versió acústica de la cançó es publicà el mes següent. També produït per MNEK, el seu segon single "Immature" i el seu vídeo musical que l'acompanya es llançaren el juliol de 2022, precedint el primer LP The Lead el 8 de juliol de 2022.

## Discografia

### LP
| Títol                         | Detalls                                                          |
| ----------------------------- | ---------------------------------------------------------------- |
| Apple Music Home Session: FLO | - Publicat: 29 de juny de 2022 - Discogràfica: Island - Format:  |
| The Lead                      | - Publicat: 8 de juliol de 2022 - Discogràfica: Island - Format: |

### Singles
| Títol         | Any  | Àlbum    |
| ------------- | ---- | -------- |
| Cardboard box | 2022 | The Lead |
| Immature      | 2022 | The Lead |

### Vídeos musicals
| Títol         | Any  |
| ------------- | ---- |
| Cardboard box | 2022 |
| Immature      | 2022 |

## Guardons
| Premi                        | Curs | Nominat(s)/treball(s) | Categoria | Resultat | Ref. |
| ---------------------------- | ---- | --------------------- | --- | -------- | ---- |
| Guap Gala                    | 2022 | FLO                   | Pendent | [ 14 ]   |      |
| Premi Popjustice Twenty Quid | 2022 | Cardboard box         | style="background: #FFD; color: black; text-align: center; vertical-align: middle;" class="table-yes2"\| Pendent | [ 15 ]   |      |